# Iglesia del Convento de San Hermenegildo
La iglesia del Convento de San Hermenegildo se encuentra en Sevilla (Andalucía, España), en la plaza de la Concordia, en su esquina con la calle Jesús del Gran Poder. Fue la iglesia de un colegio conventual.

## Historia
En 1554 los jesuitas se encontraban instalados en unas casas prestadas por el conde de Olivares en la collación de Santa María de Gracia de la ciudad de Sevilla. En 1558 compraron un edificio propio en la calle Laraña, collación del Salvador. Realizaron un aulario en el mismo y, en 1561, comenzaron impartieron clases Gramática, en 1563 comenzaron con clases de Retórica y en 1564 de Filosofía.
En 1579 compraron unas casas en la calle Las Palmas, frente la Iglesia de San Miguel. El colegio se fundó en este lugar en 1580. Las clases se trasladaron a este colegio entre 1579 y 1580.
El edificio original fue realizado por Juan Bautista Villalpando. La portada del convento, que no se conserva, fue diseñada por Alonso de Vandelvira en 1597 y construida por él, junto con el cantero Mateo Esteban y el escultor Andrés de Ocampo. En 1614 el jesuita Pedro Sánchez realizó planos para este edificio, llevando a cabo obras en el mismo entre 1616 y 1619.
Al igual que otras instituciones jesuitas, fue clausurado en 1767, debido a la expulsión de esta orden.
Aquí se reunieron las Cortes durante casi dos meses en 1823.
Fue convertido en cuartel de Artillería durante el siglo XIX y principios del siglo XX. Poco después sería en parte derribado para crear una plaza y ordenar las calles laterales, conservándose en la actualidad solo la iglesia. A comienzos del siglo XVII la esposa de Mateo Alemán, Catalina de Espinosa, dispuso crear en esta iglesia una fundación piadosa.
Fue sede del Parlamento de Andalucía desde el final de la primera legislatura, durante la segunda y parte de la tercera legislatura, entre el 3 de diciembre de 1985 y el 27 de febrero de 1992.
En la actualidad se baraja su posible conversión en la sede del Consejo de Hermandades y Cofradías de Sevilla.

## Iglesia
La planta de este templo se inspira directamente en la Sala Capitular de la Catedral. Es de forma elíptica y se inscribe en un trapecio recto próximo al rectángulo. Muy interesante resulta su cubierta, realizada según una cúpula ovalada.
El centro de dicha cúpula la ocupa una cartela elíptica de la que parten doce nervios radiales, que se abren cuando apoyan en los muros, incluyendo en estos espacios imágenes religiosas. Entre los nervios aparecen ventanas con lunetos, enmarcadas en un conjunto de yeserías cuyo diseño se atribuye a Francisco Herrera el Viejo y que fueron realizadas entre 1619 y 1620.
Posteriormente al edificio se le adosó una pieza rectangular, tras la apertura de la nueva plaza, que permitiría construir la fachada a la misma.
Esta fachada, atribuida a Alonso de Vandelvira, se levanta en dos cuerpos de altura, con arcos de medio punto apoyados en pilastras pareadas entre las que se disponen hornacinas que albergaban las esculturas de los apóstoles y de los padres de la iglesia. 

## Catalogación
Bien de Interés Cultural en la categoría de Monumento, según consta en BOE de 1959. 